# Chung kết Giải vô địch bóng rổ thế giới 2019
Chung kết Giải vô địch bóng rổ thế giới 2019 (2019 FIBA Basketball World Cup Final) là trận chung kết của môn bóng rổ xác định đội vô địch của Giải vô địch bóng rổ thế giới 2019. Trận đấu diễn ra vào ngày 15 tháng 9 năm 2019, tại Nhà thi đấu Ngũ Khỏa Tùng, Bắc Kinh, Trung Quốc, giữa Argentina và Tây Ban Nha.
Vào giờ nghỉ giải lao, một buổi lễ về việc tổ chức giải đấu tiếp theo chính thức bàn giao từ Trung Quốc sang Philippines, Nhật Bản và Indonesia, ba nước đồng chủ nhà của Giải vô địch bóng rổ thế giới vào năm 2023.
Tây Ban Nha đã giành chức vô địch thế giới lần thứ hai sau khi họ đánh bại Argentina với tỉ số 95-75. Marc Gasol trở thành cầu thủ đầu tiên kể từ sau Lamar Odom vào năm 2010 giành chức vô địch NBA và World Cup trong cùng năm, và là người không phải người Mỹ đầu tiên giành danh hiệu NBA (hay WNBA) và huy chương vàng World Cup hay Olympic trong cùng một năm.

## Hướng đến chung kết
| VT | Đội       | ST | T | B | ĐT  | ĐB  | HS  | Đ | Giành quyền tham dự |
| -- | --------- | -- | - | - | --- | --- | --- | - | ------------------- |
| 1  | Argentina | 3  | 3 | 0 | 258 | 211 | +47 | 6 | Vòng 2              |
| 2  | Nga       | 3  | 2 | 1 | 230 | 219 | +11 | 5 | Vòng 2              |
| 3  | Nigeria   | 3  | 1 | 2 | 266 | 242 | +24 | 4 | Phân hạng 17–32     |
| 4  | Hàn Quốc  | 3  | 0 | 3 | 208 | 290 | −82 | 3 | Phân hạng 17–32     |

| VT | Đội         | ST | T | B | ĐT  | ĐB  | HS  | Đ | Giành quyền tham dự |
| -- | ----------- | -- | - | - | --- | --- | --- | - | ------------------- |
| 1  | Tây Ban Nha | 3  | 3 | 0 | 247 | 190 | +57 | 6 | Vòng 2              |
| 2  | Puerto Rico | 3  | 2 | 1 | 213 | 218 | −5  | 5 | Vòng 2              |
| 3  | Tunisia     | 3  | 1 | 2 | 205 | 235 | −30 | 4 | Phân hạng 17–32     |
| 4  | Iran        | 3  | 0 | 3 | 213 | 235 | −22 | 3 | Phân hạng 17–32     |

| VT | Đội       | ST | T | B | ĐT  | ĐB  | HS  | Đ  | Giành quyền tham dự |
| -- | --------- | -- | - | - | --- | --- | --- | -- | ------------------- |
| 1  | Argentina | 5  | 5 | 0 | 436 | 343 | +93 | 10 | Tứ kết              |
| 2  | Ba Lan    | 5  | 4 | 1 | 383 | 373 | +10 | 9  | Tứ kết              |
| 3  | Nga       | 5  | 3 | 2 | 373 | 358 | +15 | 8  |                     |
| 4  | Venezuela | 5  | 2 | 3 | 355 | 366 | −11 | 7  |                     |

| VT | Đội         | ST | T | B | ĐT  | ĐB  | HS   | Đ  | Giành quyền tham dự |
| -- | ----------- | -- | - | - | --- | --- | ---- | -- | ------------------- |
| 1  | Tây Ban Nha | 5  | 5 | 0 | 395 | 319 | +76  | 10 | Tứ kết              |
| 2  | Serbia      | 5  | 4 | 1 | 482 | 331 | +151 | 9  | Tứ kết              |
| 3  | Italy       | 5  | 3 | 2 | 431 | 371 | +60  | 8  |                     |
| 4  | Puerto Rico | 5  | 2 | 3 | 349 | 402 | −53  | 7  |                     |

### Đội Argentina
Argentina đứng đầu Bảng B tại Vũ Hán, sau khi đánh bại đội Nga trong trận đấu cuối cùng của bảng. Họ cũng đánh bại Hàn Quốc và Nigeria để kết thúc với thành tích 3-0 trong vòng đầu tiên. Bảng I tại Phật Sơn cũng chứng kiến các đội Nam Mỹ đứng đầu bảng, qua đó lọt vào vòng tứ kết. Chiến thắng của họ trước đội Ba Lan đưa họ vào nhóm. Trong trận tứ kết tại Đông Hoản, Argentina đã đánh bại á quân World Cup 2014 và huy chương bạc Olympic 2016 là đội Serbia với 10 điểm để đủ điều kiện vào bán kết. Đội Pháp đã đánh bại đội Hoa Kỳ trong trận đấu tứ kết của riêng họ, phải đối mặt với đội Nam Mỹ trong trận bán kết tại Bắc Kinh. Luis Scola đã ghi được 28 điểm trong giải đấu và Rudy Gobert cách sau chỉ ba điểm, dẫn đến Argentina tiến vào trận chung kết World Cup lần đầu tiên kể từ năm 2002, đó là lần đầu tiên của Scola.

### Đội Tây Ban Nha
Người Tây Ban Nha kết thúc ở vị trí đầu Bảng C tại Quảng Châu. Đội châu Âu đánh bại Tunisia, Puerto Rico và Iran để kết thúc bất bại vào vòng hai. Tại vòng hai Bảng J diễn ra ở Vũ Hán, Tây Ban Nha đã đánh bại Ý và đánh bại đội vô địch Serbia để kết thúc vòng bảng với kỷ lục 5-0. Trong trận tứ kết tại Thượng Hải, Tây Ban Nha đã loại bỏ bất ngờ Ba Lan, bỏ xa Ricky Rubio gần gấp đôi 19 điểm và 9 bàn kiến tạo, cộng với 5 vòng lội ngược. Một cặp cú đánh ba điểm là sự khác biệt vào khúc cuối khiến đội Ba Lan không thể vượt lên dẫn trước. Trong trận bán kết với Úc tại Bắc Kinh, đội Úc dẫn đầu với 11 điểm trong quý thứ ba, nhưng người Tây Ban Nha đã phản công để chấm dứt trận đấu vào phút cuối, 71-tất cả. Trong hiệp phụ, Marc Gasol và Patty Millsghi ghi 3 điểm, nhưng trận lên với tất cả 78 điểm, Mills đã bị phạm lỗi và đã có hai cú ném phạt. Gasol bị phạm lỗi lần thứ hai, và cũng thực hiện cả hai pha phạt lỗi. Matthew Dellattedova đã cố gắng để giành chiến thắng trước tiếng còi, nhưng đã bỏ lỡ, khiến trò chơi tăng gấp đôi thời gian. Tây Ban Nha đã có thêm ở hiệp phụ thứ hai với hai lần ghi ba điểm, và tạo nên sự khác biệt, đủ điều kiện cho họ vào chung kết World Cup thứ hai của họ, sau khi giành chiến thắng kể từ năm 2006.

## Chi tiết trận đấu

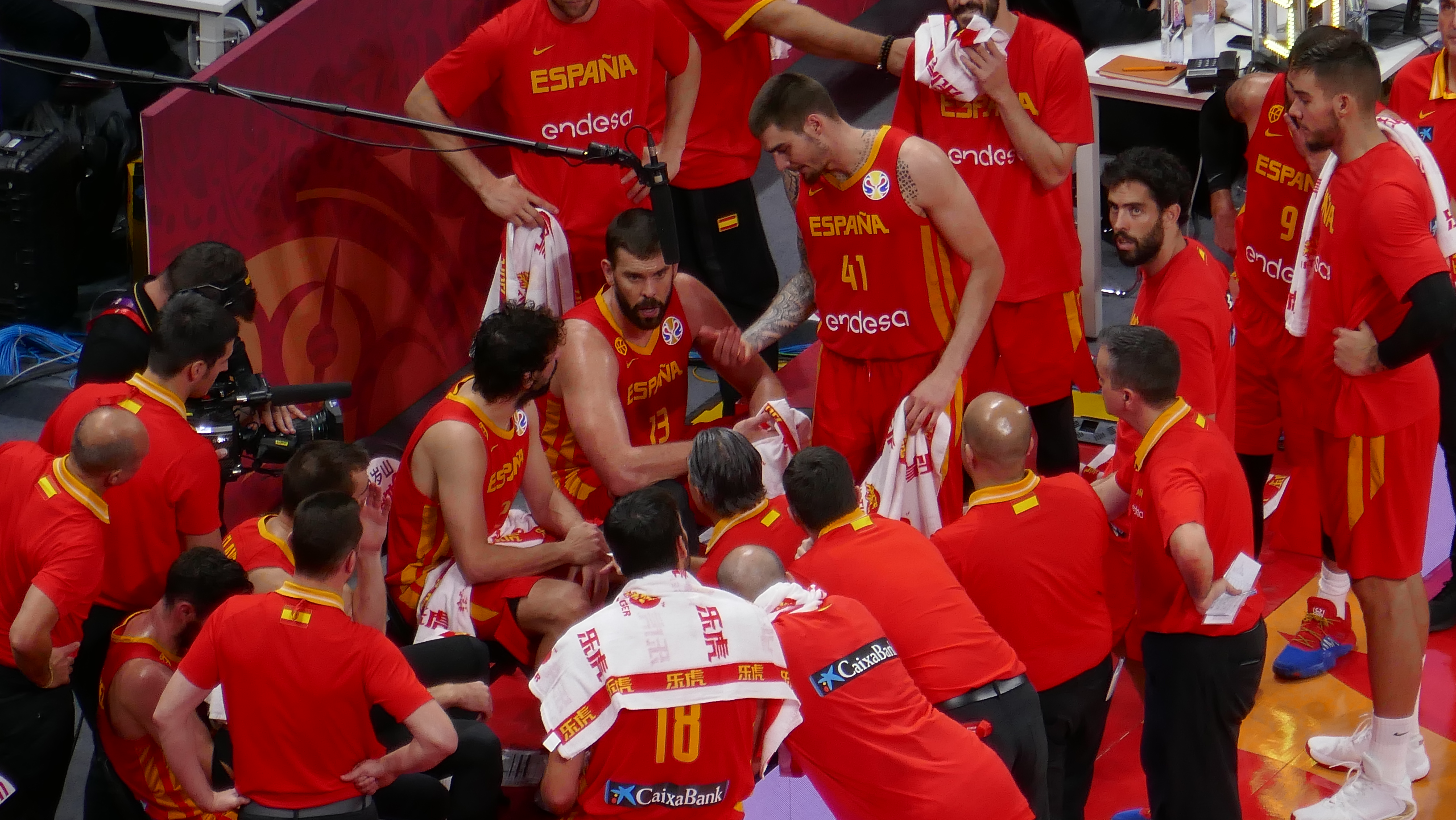
Đội Tây Ban Nha trong thời gian chờ đợi của trận chung kết.

Đây là cuộc chạm trán lần thứ tám giữa Argentina và Tây Ban Nha tại World Cup, với Tây Ban Nha giành chiến thắng năm lần; Argentina đã chiến thắng hai lần, bao gồm cuộc chạm trán cuối cùng của họ tại Giải vô địch bóng rổ thế giới vào năm 2010. Tây Ban Nha giành chiến thắng trong cuộc họp cạnh tranh cuối cùng, tại Thế vận hội mùa hè 2016.
Tây Ban Nha dẫn đầu 14 - 2 khi bắt đầu trận đấu. Argentina đã hồi phục để kết thúc quý đầu tiên với 14 điểm so với 22 của Tây Ban Nha. Tây Ban Nha dẫn đầu liên tục, nhưng đội Argentina đã rút ngắn khoảng cách xuống còn mười hai vào đầu quý ba, đội Tây Ban Nha đã chạy 14-0 những phút cuối, dẫn đầu 55-33. Người Tây Ban Nha không bao giờ nhìn lại. Ricky Rubio ghi được 20 điểm trong trận, và ít hơn Facundo Campazzo chỉ còn 11 điểm trong tỷ lệ mục tiêu 20%. Luis Scola cũng bị giới hạn ở 1/10 cú sút trong trận đấu và không ghi bàn cho đến khi thực hiện cú ném phạt vào cuối quý ba, giống như Gabriel Deck đã có 24 điểm. Marc Gasolghi ghi 14 điểm, đóng góp 7 lần lên cao cho đội, có 2 lần đánh cắp bóng và chặn 3 cú sút trong trận đấu. Argentina đã cố gắng để phản công trong giai đoạn thứ tư, nhưng không được vì họ có quá ít thời gian. Tây Ban Nha đã giành được vô địch World Cup lần thứ hai, với Gasol và Fernández cũng đạt danh hiệu đầu tiên kể từ năm 2006.